# Чіпко
Рух Чіпко або Чіпко-Андолан (англ. Chipko Andolan, гінді चिपको आन्दोलन — «прикріплюватися») — громадський соціо-екологічний рух, що використовував методи сатьяґрахи (ненасильницькі методи, якими користувався Махатма Ганді), перш за все прикріплення себе до дерев, які планувалося зрубати. Сучасна версія руху почалася в 1970-ті роки в Ґархвальських Гімалаях, на території штату Уттар-Прадеш (зараз Уттаракханд), через зростаюче занепокоєння населення швидким знелісненням. Перша відома акція руху відбулася 26 березня 1974 року, коли група селянок із селища Рені в окрузі Чамолі (зараз Уттаракханд), почала діяти з метою запобігання вирублення дерев та повернення їм традиційних прав на ліс, якому загрожували найняті урядом штату контрактори. Швидко сотні подібних акцій відбулися по всьому регіону, а до 1980-х років рух розповсюдився і всією Індією, привів до створення чіткого списку вимог, та дозволив зупинити зведення лісів в багатьох регіонах.
Перші варіанти руху, проте, існували набагато раніше XX століття, перша зареєстрована акція подібної організації відбулася у селищі Кхеджарлі, округ Джодхпур, в 1730 році, коли 363 бішноїв на чолі з Амрітою Деві поплатилися життям, захищаючи священні для спільноти дерева Prosopis cineraria, обнімаючи їх та чинячи спротив лісорубам, надісланим місцевим правителем. Пізніше саме ці дії надихнули захисників природи на створення руху Чіпко.
Хоча рух Чіпко спочатку захищав не стільки природу, скільки засоби існування селянських спільнот, пізніше він став гаслом та основою багатьох природоохоронних організацій у всьому світі, створивши прецедент ненасильницької форми протесту. На час його виникнення у країнах, що розвиваються, не існувало інших природоохоронних рухів, через що Чіпко швидко досяг світової відомості. Більш того, рух сколихнув громадську думку індійців, що почали звертати увагу на проблеми мешканців традиційних селищ та інших меншин, та згодом істотно вплинула на утворення сучасного вигляду Індії. Зараз рух розглядається не тільки як еко-соціалістичний, але і як еко-феміністичний, через більшу роль жінок у ньому.